# 닷코부 늪

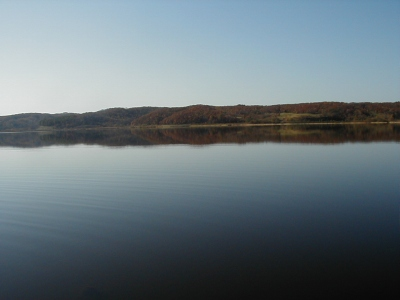

닷코부 늪(達古武沼 닷코부누마[*])는 홋카이도 동부 구시로정에 위치한 담수호이다. 구시로 습원 국립 공원의 일부이다. 주요 유입 하천으로 닷코부 천이 남동쪽에서 유입하며, 중소하천이 몇개 더 유입된다. 유출 하천은 늪 북서쪽의 구시로 강으로 유출된다.
생성 원인이 바다의 후퇴인 해적호이며, 이름 유래는 아이누어 단어 ‘타푸코푸’(タプコプ)로, ‘보다 솟아오른 언덕’이라는 뜻이다.
흰꼬리수리, 왜가리, 두루미, 솔개가 서식하고 있으며, 겨울에는 빙어 낚시가 한창이다. 멸종 위기종인 마리모가 자생하며, 외래종인 우치다가재의 침입이 확인되어 있다.
홋카이도 여객철도(JR 홋카이도) 센모 본선을 타고 호소오카역에 내리면 갈 수 있다.

## 참고 자료
- 『ザひがしホッカイドウ・no7』（1993年　東北海道社発行）142ｐ